# Campeonato Uruguaio de Futebol de 1993
O Campeonato Uruguaio de Futebol de 1993 foi a 62ª edição da era profissional do Campeonato Uruguaio. O torneio consistiu em uma competição com dois turnos, no sistema de todos contra todos. O campeão foi o Peñarol.

## Classificação[2]
| Pos | Equipe               | Pts | J  | V  | E  | D  | GP | GC | SG  |
| --- | -------------------- | --- | -- | -- | -- | -- | -- | -- | --- |
| 1°  | Peñarol              | 36  | 24 | 16 | 4  | 4  | 50 | 19 | 31  |
| 2°  | Defensor Sporting    | 34  | 24 | 13 | 8  | 3  | 27 | 14 | 13  |
| 3°  | Danubio              | 32  | 24 | 13 | 6  | 5  | 29 | 18 | 11  |
| 4°  | Nacional             | 29  | 24 | 11 | 7  | 6  | 38 | 28 | 10  |
| 5°  | Progreso             | 25  | 24 | 6  | 13 | 5  | 24 | 23 | 1   |
| 6°  | Cerro                | 24  | 24 | 8  | 8  | 8  | 24 | 25 | -1  |
| 7°  | Montevideo Wanderers | 22  | 24 | 7  | 8  | 9  | 23 | 25 | -2  |
| 8°  | Rampla Juniors       | 21  | 24 | 5  | 11 | 8  | 17 | 24 | -7  |
| 9°  | Liverpool            | 20  | 24 | 6  | 8  | 10 | 16 | 24 | -8  |
| 10° | River Plate          | 20  | 24 | 6  | 8  | 10 | 20 | 32 | -12 |
| 11° | Bella Vista          | 18  | 24 | 6  | 6  | 12 | 19 | 26 | -7  |
| 12° | Huracán Buceo        | 18  | 24 | 5  | 8  | 11 | 31 | 43 | -12 |
| 13° | Racing               | 13  | 24 | 3  | 7  | 14 | 10 | 27 | -17 |

|  | Campeão uruguaio e classificado à Liguilla Pré-Libertadores. |
|  | Classificados à Liguilla Pré-Libertadores.                   |
|  | Rebaixado à Segunda Divisão.                                 |
|  | Disputa os playoffs de acesso e descenso.                    |

Promovidos para a próxima temporada: Basáñez e Central Español.

## Playoffsde acesso e descenso

### Primeira partida
| {{{data}}} | Racing | 0 – 0  | Central Español |  |
|            |        | data = |                 |  |

### Segunda partida
| {{{data}}} | Racing | 0 – 3  | Central Español |  |
|            |        | data = |                 |  |

## Liguilla Pré-Libertadores da América
A Liguilla Pré-Libertadores da América de 1993 foi a 20ª edição da história da Liguilla Pré-Libertadores, competição disputada entre as temporadas de 1974 e 2008–09, a fim de definir quais seriam os clubes representantes do futebol uruguaio nas competições da CONMEBOL. O torneio de 1993 consistiu em uma competição com um turno, no sistema de todos contra todos. O vencedor foi o Nacional, que obteve seu 4º título da Liguilla.

### Classificação da Liguilla
| Pos | Equipe            | Pts | J | V | E | D | GP | GC | SG |
| --- | ----------------- | --- | - | - | - | - | -- | -- | -- |
| 1°  | Nacional          | 8   | 5 | 3 | 2 | 0 | 7  | 3  | 4  |
| 2°  | Defensor Sporting | 7   | 5 | 3 | 1 | 1 | 7  | 3  | 4  |
| 3°  | Peñarol           | 6   | 5 | 3 | 0 | 2 | 13 | 7  | 6  |
| 4°  | Danubio           | 5   | 5 | 1 | 3 | 1 | 8  | 10 | -2 |
| 5°  | Progreso          | 3   | 5 | 0 | 3 | 2 | 4  | 11 | -7 |
| 6°  | Cerro             | 1   | 5 | 0 | 1 | 4 | 7  | 12 | -5 |

|  | Campeão da Liguilla e classificado à Libertadores de 1994. |
|  | Disputam a 2ª vaga à Libertadores de 1994.                 |
|  | Classificado à Copa CONMEBOL de 1994.                      |

### Playoffpela 2ª vaga à Libertadores de 1994
| {{{data}}} | Defensor Sporting | 2 – 1  | Peñarol |  |
|            |                   | data = |         |  |

O Defensor Sporting classificou-se à Copa Libertadores da América de 1994 juntamente com o Nacional. Por sua vez, o Peñarol ficou com uma vaga na Copa CONMEBOL de 1994, assim como o Danubio.

## Premiação
| Campeonato Uruguaio de 1993  |
| ---------------------------- |
| Peñarol Campeão (41º título) |